# Hospital general de Kinsasa
El Hospital general de Kinshasa (en francés: Hôpital général de Kinshasa) es un centro de salud localizado en la ciudad de Kinshasa, capital de la República Democrática del Congo. Antes de que se produjera el derrocamiento del presidente Mobutu Sese Seko fue conocido como el Hospital Mama Yemo debido al nombre de la madre del presidente. El hospital cuenta con una capacidad de 2.000 camas y registra más de 3.000 consultas al día. Fue uno de los primeros lugares donde se observó la presencia del SIDA.